# Sonata per a piano núm. 5 (Beethoven)

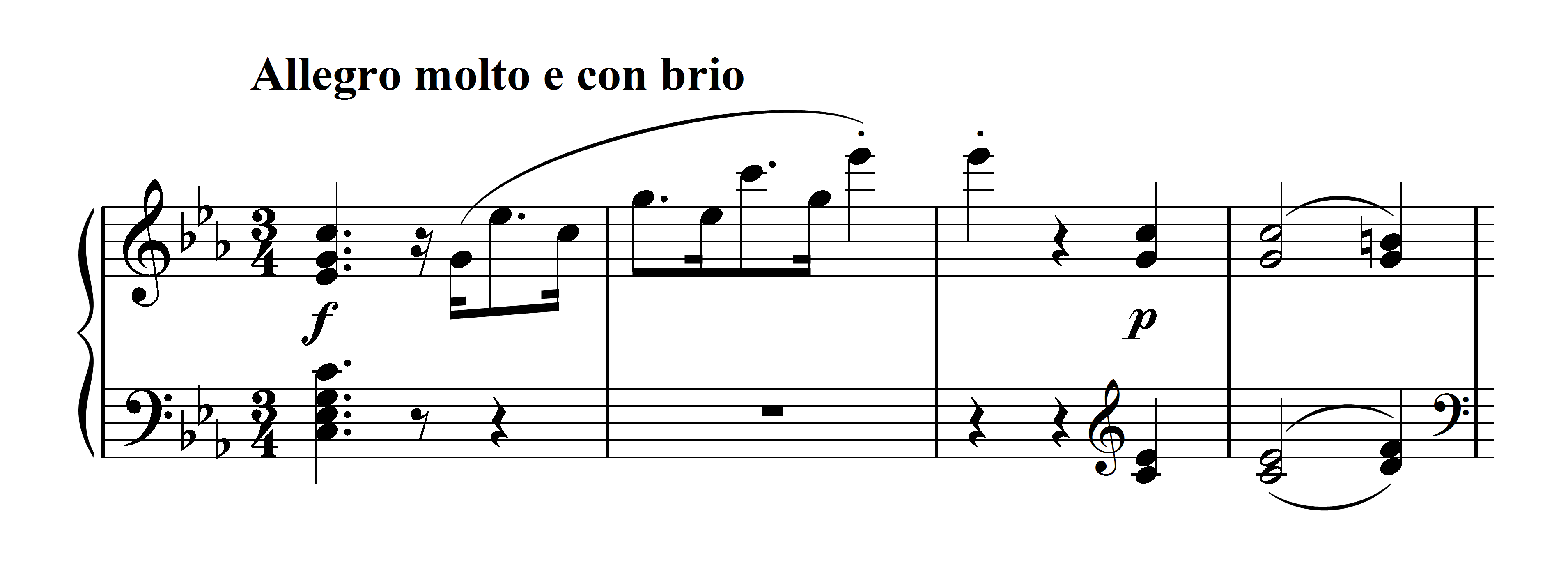
Inici de la Sonata per a piano núm. 5.

La Sonata per a piano núm. 5 en do menor, op. 10, núm. 1, és la primera de les tres Sonates op. 10 de Ludwig van Beethoven dedicades a Anna Margarete von Browne, la dona del comte Johann von Browne (1767-1827), un diplomàtic rus resident a Viena que era un dels mecenes de Beethoven.

## Estructura
La sonata es divideix en tres moviments:
- Allegro molto e con brio, en do menor
- Molto Adagio, en la bemoll major
- Finale: Prestissimo, en do menor

El primer moviment de la sonata és amb compàs 3/4, el segon moviment 2/4 i el moviment final 2/2.

### I. Allegro molto e con brio
El primer moviment, en forma de sonata, obre energèticament contrastant amb frases fortes i suaus. L'exposició s'allarga fins al 105. El tema principal va dels compassos 1 al 30; a continuació hi ha la transició fins al segon tema (compassos 31-55) que proporciona un contrast tranquil en dues parts. El tema secundari, que és acompanyat per un baix Alberti, dura des del compàs 56 al 75 i acaba amb el tancament de l'exposició temàtica. La secció final, que consta de dues parts, es basa en el tema secundari i conclou amb el tema principal. El desenvolupament s'allarga fins al compàs 167 i dona lloc a la recapitulació temàtica.

### II. Molto Adagio
El segon moviment és un Adagio líric amb molts adornaments. Té una estructura ABAB o forma de "sonatina", perquè no hi ha una secció de desenvolupament. Una tercera aparició aparent del tema principal es converteix en una coda, que s'esvaeix a poc a poc per donar lloc a una cadència perfecta final.

### III. Finale: Prestissimo
El tercer moviment és una peça molt nerviosa en forma de sonata, fent un ús intensiu de grupets de cinc corxeres. La secció de desenvolupament conté una referència de l'inequívoc tema de la Cinquena Simfonia de Beethoven. La coda dona lloc a un esclat final, que s'esvaeix en una tercera picarda.